# Flacon de réactif

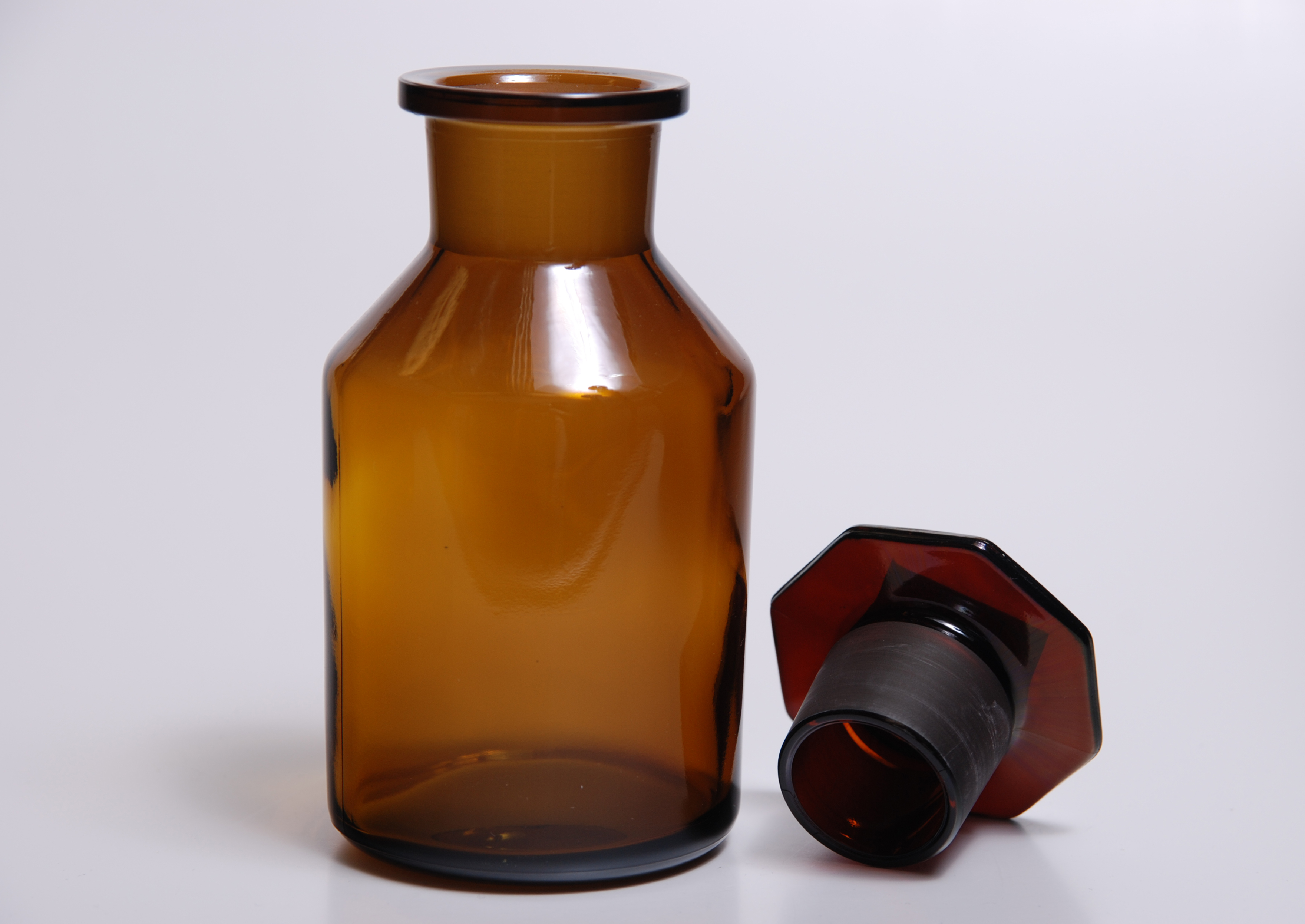
Une bouteille en verre foncé avec bouchon en verre dépoli.

Les flacons de réactifs, également appelés flacons de milieu ou flacons gradués, sont des récipients en verre, en plastique, en borosilicate ou en substances apparentées, et surmontés de bouchons ou bouchons spéciaux. Ils sont destinés à contenir des substances chimiques sous forme liquide ou en poudre pour les laboratoires et stockés dans des armoires ou sur des étagères. Certains flacons de réactifs sont teintés d'ambre (actinique), marron ou rouge pour protéger les composés chimiques photosensibles de la lumière visible, des rayons ultraviolets et infrarouges qui peuvent les altérer; d'autres bouteilles sont teintées en bleu (verre de cobalt) ou en vert uranium à des fins décoratives - essentiellement des ensembles d'apothicaires vintage, datant de siècles où un médecin ou un apothicaire était une figure éminente. Les bouteilles sont dites "graduées" lorsqu'elles ont des marques sur les côtés indiquant la quantité approximative (souvent avec une erreur de 10%) de liquide à un niveau donné dans le récipient. Un flacon de réactif est un type de  verrerie de laboratoire. Le terme " réactif " fait référence à une substance qui fait partie d'une réaction chimique (ou à un ingrédient ), et "milieu"  fait référence au liquide ou au gaz dans lequel une réaction se produit, ou est un outil chimique de traitement tel que (par exemple) un flux . 
Plusieurs sociétés produisent des flacons de réactifs, notamment Wheaton, Kimble, Corning, Schott AG, entre autres sous les marques Pyrex, Kimax, Duran, Boro et Bomex .
Les tailles de bouteilles courantes sont de 100 mL, 250 mL, 500 mL, 1000 mL (1 litre) et 2000 mL (2 litres). Des bouteilles plus anciennes, en particulier pour un usage médical et pour des produits chimiques coûteux, peuvent être trouvées avec des capacités très inférieures à 100 mL. 
La sélection des bouchons avec lesquels les flacons de réactifs sont fermés est aussi importante que le matériau constituant les flacons, et le choix du bouchon à utiliser dépend du matériel stocké dans le récipient et de la quantité de chaleur a laquelle il peut être exposé. Les tailles de bouchons courantes incluent 33-430 (33 mm), 38-430 (38 mm) et GL 45 (45 mm). La taille des bouchons varie de très étroite à large et souvent un entonnoir en verre ou en plastique est nécessaire pour remplir correctement une bouteille de réactif à partir d’un récipient a col plus grand ou de taille égale. Les bouchons des flacons de réactifs sont communément appelés « autoclave ». 
Les flacons de réactifs anciens ou vintage ont tendance à ressembler au flacon d'apothicaire classique et ont un bouchon en verre, très souvent de taille non-standard, ce qui implique que les très vieux flacons et échantillons doivent être stockés avec un grand soin, car le remplacement d'un bouchon en verre nécessiterait un travail de verrerie dédié. 
Les flacons de réactifs sont soumis aux réglementations de l'OSHA et aux normes scientifiques mondiales. 